# 迅通集團
迅通集團有限公司，簡稱迅通集團（英語：CWT Limited，SGX：C14），在1970年成立，前身為新加坡港務局營運貨倉及貨櫃車輛組。
迅通集團通過其區域辦事處及服務合作夥伴網路在90多個國家開展業務，綜合物流解決方案供應商，提供倉儲和集裝箱貨運服務，以支援集裝箱碼頭運營；業務又涉及物流服務、商品營銷、金融服務及工程服務。CWT在90多個國家展開業務，包括新加坡、中國、台灣、馬來西亞、亞太地區其他地區、歐洲、非洲及南美洲。2016年收入為92.51億新加坡元（約508.85億港元)。股份在1993年4月12日於新加坡交易所主板上市。總裁為吕搏殷。
而迅通集團計劃在馬來西亞巴生自贸区，投資1500万令吉，总投资额估计达7000万至8000万令吉，這個自贸区應用於货柜及钢铁物流，作為活動場地。
2017年4月9日海航實業股份以每股要約價2.33坡元，斥資13.987億坡元(約76.929億港元)，收購新加坡上市的物流公司CWT迅通集團所有已發行股份(600,304,650股)。

## 投資相關
- 凱詩物流信託（和ARA資產管理有限公司合營）

## 連結
- CWTLimited.com （页面存档备份，存于）